# 대승백법명문론
《대승백법명문론》(大乘百法明門論)은 세친이 저술하였고 당나라 현장이 번역한 유식유가행파의 논서로, 《유가사지론》의 〈본지분〉(本地分)에 나오는 모든 법(法)의 이름과 개수를 5위 100법(五位百法)으로 요약 확정하여 열거한 논서이다. 대승 아비달마의 법체계를 5위 100법으로 확정하여 명시한 논서로서, 법상종의 소의논서 중 하나로 매우 중시되는 논서이다.
이 논서는 그 시작을 다음과 같이 시작하고 있다.

T31n1614_p0855b15║如世尊言。一切法無我。何等一切法。云何為

T31n1614_p0855b16║無我。一切法者。略有五種。
세존께서 말씀하신 바와 같이 일체법은 무아(無我)이다. 무엇이 일체법이고 무엇을 무아라고 하는가? 일체법은 간략히 하면 다섯 분류가 있다.

이후 다음과 같은 다섯 가지 분류, 즉, 5위(五位)로 나누어 이 순서대로 100법을 나열하고 있다.
1. 심법(心法): 8개의 법이 있다.
2. 심소유법(心所有法): 51개의 법이 있다.
3. 색법(色法): 11개의 법이 있다.
4. 심불상응행법(心不相應行法): 24개의 법이 있다.
5. 무위법(無爲法): 6개의 법이 있다.

이후 논서는 다음과 같이 마지막을 맺고 있다.

T31n1614_p0855c20║言無我者。略有二種。一補特伽羅無我。二法

T31n1614_p0855c21║無我。
무아란 간략히 하여 두 가지가 있다. 첫째는 인무아[補特伽羅無我]이고 둘째는 법무아(法無我)이다.

이와 같이 이 논서는 대승불교의 주요 교의인 공(空) 즉 아공(我空)과 법공(法空), 즉, 2무아(二無我) 즉 인무아(人無我)와 법무아(法無我)를 천명하고 있으며, 이것이 이 논서의 핵심 요지이다.
이 논서의 주석서는 아주 많은데 그 중 중요하게 여기는 몇 가지를 들면 다음과 같다.
- 규기(窺基)의 《대승백법명문론해》(大乘百法明門論解) 총 2권
- 대승광(大乘光)의 《대승백법명문론소》(大乘百法明門論疏) 총 2권
- 담광(曇曠)의《대승백법명문론개종의기》(大乘百法明門論開宗義記) 총 1권
- 감산(憨山)의 《백법명문론논의》(百法明門論論義) 총 1권
- 지욱(智旭)의 《백법명문론직해》(百法明門論直解 ) 총 1권